# Poutine. La Guerre
Poutine. La Guerre (en russe : Путин. Война) est un rapport sur l'implication de Vladimir Poutine et de son entourage dans la guerre en Ukraine. L'idée de ce rapport revient à Boris Nemtsov qui, durant les quelques mois qui précédaient son assassinat, le 27 février 2015, menait dans ce but une enquête. Mais Nemtsov n'a pas eu le temps de rédiger le texte du rapport. La rédaction fut entreprise après la mort de Nemtsov par une poignée de ses fidèles : des collègues, des amis et d'autres personnes qui considéraient cette initiative comme importante. Le document a été présenté le mardi 12 mai 2015 au siège du parti d’opposition RPR-PARNAS par Ilia Iachine, un des proches de Nemtsov.

## Contenu
Basé sur des notes manuscrites de Boris Nemtsov, des témoignages anonymes de familles des soldats russes morts dans le Donbass et sur les données publiques (sondages d'opinion, articles de presse, lettres officielles, vidéo et photos disponibles en ligne), le rapport révèle l'étendue de l'implication de Vladimir Poutine et de son entourage dans la guerre en Ukraine,. Le document est organisé en onze chapitres suivants : 
1. Pourquoi Poutine a besoin de cette guerre ?
2. Mensonges et propagande
3. L’annexion de la Crimée
4. Des soldats russes à l'est de l’Ukraine
5. Volontaires ou mercenaires ?
6. Grouz-200
7. Le surplus militaire de Poutine
8. Qui a abattu le Boeing ?
9. Qui contrôle le Donbass ?
10. La catastrophe humanitaire
11. Le coût de la guerre en Ukraine

## Principales thèses du rapport
(janvier 2017).
Si vous disposez d'ouvrages ou d'articles de référence ou si vous connaissez des sites web de qualité traitant du thème abordé ici, merci de compléter l'article en donnant les références utiles à sa vérifiabilité et en les liant à la section « Notes et références ».

### Intervention militaire dans le Donbass
Ces thèses concernent l'envoi des soldats, des mercenaires et de l'équipement militaire dans le Donbass :
- Au moins 150 soldats russes ont été tués dans le Donbass en août 2014. Les proches des soldats russes ont reçu 3 millions de roubles (environ 53 600 euros) de compensation et ont signé une clause de confidentialité concernant les circonstances de la mort de leurs proches.
- 70 soldats russes, dont au moins 17 parachutistes d'Ivanovo, ont trouvé la mort en janvier-février 2015 dans la bataille de Debaltseve. Avant d'être envoyés dans le Donbass, les soldats ont été obligés de démissionner de l'armée et de se faire passer pour des volontaires. Le ministère de la Défense aurait promis de verser des indemnités, pour les soldats en cas de blessure et pour leurs ayants droit en cas de décès, mais n’a pas tenu ses promesses.
- Environ 70 % des forces séparatistes sont constituées de l’armée fédérale russe, des services secrets et des forces spéciales russes : militaires sous contrats, soldats de l’armée régulière, mercenaires recrutés dans des centres spéciaux en Russie ou provenant des forces de l'ordre tchétchènes.
- Les armes d'artillerie lourde (lance-roquettes multiple, missile surface-air, canons automoteurs, chars et blindés) et diverses armes légères sont livrés aux séparatistes par la fédération de Russie.

### Ingérence politique en Ukraine
- Le référendum sur l'annexion de la Crimée à la fédération de Russie a été organisé avec le soutien des unités du service secret et des forces armées russes.
- Des cadres des républiques populaires de Donetsk et de Lougansk sont choisis et contrôlés par le Kremlin dès le mois de mai 2014. Il s'agit d'au moins huit citoyens russes qui ont occupé à différentes périodes des postes clé au pouvoir dans ces pseudo-États.

### Coût de la guerre dans le Donbass
D'après le co-auteur du rapport Sergueï Aleksachenko, directeur de recherche de l'École des hautes études en sciences économiques, les coûts directs et indirects de la guerre sont les suivants :
- L'état russe aurait dépensé en 10 mois près de 53 milliards de roubles (soit environ 946 millions d’euros) de son budget pour financer la guerre dans le Donbass. Ce financement a servi pour subvenir aux besoins de 6 000 volontaires, soutenir 30 000 rebelles locaux et assurer le fonctionnement et les réparations du matériel militaire.
- 80 milliards de roubles (soit 1.4 milliard d'euros) auraient été incombés aux budgets régionaux russes (juillet 2014-mai 2015) pour subvenir aux besoins des réfugiés des régions ukrainiennes de Donetsk et Louhansk.
- Les sanctions de l’Occident et l’embargo sur les produits d’alimentation ont provoqué une inflation de 5,5 %. Ce surcoût signifie qu'en une année écoulée depuis l’annexion de la Crimée, les citoyens russes ont perdu deux billions de roubles (35,7 milliards d'euros) en salaires et 750 milliards de roubles (13,4 milliards d’euros) de leurs économies.

### Catastrophe humanitaire à l’est de l’Ukraine
- Début janvier 2015, le nombre de déplacés internes en Ukraine atteint 900 000 personnes[6], le nombre de réfugiés en Russie, selon l’Agence fédérale migratoire russe, s'élève à 800 000 personnes[7].
- À la même date environ 104 000 habitants du Donbass se retrouvent sans eau ni électricité.
- L'aide humanitaire envoyée depuis la Russie ne parvient pas aux habitants locaux de la zone tenue par les séparatistes, à cause des pillages.
- Des morts civils dus aux tortures des séparatistes, aux combats, au manque de vivres et de médicaments, et à l'absence de couloir humanitaire sont enregistrés dans la zone des combats.

### Annexion de la Crimée à la fédération de Russie
- L'opération d’annexion a renforcé considérablement la légitimité de Vladimir Poutine : sa cote de popularité de 45 % en février 2014 n'a cessé d’augmenter pour atteindre un record de 74 % en mars 2015.
- Le scénario du « retour de la Crimée » a été planifié et préparé à l'avance par les autorités de la fédération de Russie.

### Propagande
- Tous les médias d'État russes utilisent une rhétorique antifasciste à l’égard de la classe politique ukrainienne et des Ukrainiens, en semant une atmosphère de haine en continu et sans s'en cacher.
- La propagande russe a accordé une attention particulière à la Seconde Guerre mondiale et V. Poutine en a fait un objet central de son système idéologique. Ainsi le ruban de Saint-Georges, historiquement symbole mémoriel, est devenu un signe d’identification

## La publication
À cause du manque de moyens et de la réticence des imprimeurs, seulement 2 000 exemplaires du rapport ont été tirés . 
Un appel de fonds a été lancé auprès du public. À cette fin, un compte avait été ouvert dans le système de transfert d'argent PayPal par Vsevolod Chagaev, un militant du mouvement Solidarnost chargé d’organiser la collecte de fonds. Mais PayPal lui a rapidement refusé ses services en expliquant dans une lettre que son système ne peut pas être utilisé pour des dons à un parti ou pour un but politique en Russie.

## Traduction française
- Si vous ne connaissez pas le sujet, laissez ce bandeau (vous pouvez alors contacter les auteurs).
- Si vous supprimez le contenu mis en cause (vous pouvez préalablement contacter les auteurs),

argumentez précisément cette suppression dans la page de discussion
(un manque de référence n'est pas un argument ; une recherche réelle de référence doit avoir été effectuée, être formellement documentée).
La traduction française a été réalisée par un groupe de bénévoles ukrainiens, français et russes, dont certains sont des traducteurs indépendants et d’autres sont issus des associations "Ukraine Action", "Russie Libertés", "Groupe de résistance aux répressions en Russie" et "Inform Napalm France".
À l'occasion de l'anniversaire de l'assassinat de Boris Nemtsov, la traduction française de son dernier rapport avec préface de Marie Mendras et postface de Michel Eltchaninoff a été publié par Actes Sud.

## Rapports précédents
Boris Nemtsov et Vladimir Milov avaient auparavant publié les rapports suivants :
- Poutine. Corruption - mars 2011.
- Poutine. Les résultats. 10 ans - juin 2010. Il s'agit d'une édition révisée du rapport de Poutine. Les résultats, sorti en 2008.
- Loujkov. Les résultats - septembre 2009 (première édition)
- Sotchi et les jeux olympiques - avril 2009
- Poutine et la crise - février 2009
- Poutine et Gazprom - septembre 2008
- Poutine. Les résultats - février 2008